# Északnyugati farkas
A északnyugati farkas – egyéb nevein Mackenzie-völgyi farkas, alaszkai farkas vagy kanadai farkas – (Canis lupus occidentalis), a szürke farkasnak az Észak-Amerika nyugati részén élő alfaja. Vitathatatlanul a szürke farkas legnagyobb élő alfaja, elterjedése Alaszkától, a Mackenzie-folyó felső völgyétől, dél felé az egész nyugat-kanadai tartományok déli, valamint az Egyesült Államok északnyugati részéig tart.

## Rendszerezése
A Mammal Species of the World taxonómiai hatóság (2005) Canis lupus occidentalis-t a szürke farkas alfajaként ismeri el. Az alfajt először a skót természettudós, Sir John Richardson írta le 1829-ben. Úgy döntött, hogy az "occidentalis" nevet a földrajzi elhelyezkedése alapján adta, nem pedig a színe alapján, mivel túlságosan változató.
Az egyik forrás szerint az észak-amerikai szürke farkasok filogenetikai elemzései azt mutatják, hogy három klád létezik, az északnyugati farkas (Canis lupus occidentalis), a Buffalo farkas (Canis lupus nubilus) és a mexikói farkas (Canis lupus baileyi), amelyek mindegyike külön vándorlást jelent Észak-Amerikába a különböző eurázsiai ősöktől. Az északnyugati farkas az utolsó szürke farkasok leszármazottja, amelyek megtelepedtek Észak-Amerikában. Valószínűleg az utolsó jégkorszak után a Bering-földhídon át juthatott el Észak-Amerikába, kiszorítva a Buffalo farkas populációit; ez a folyamat a mai napig tart. A Buffalo farkas mellett az északnyugati farkas az öt Észak-Amerikában megtalálható szürke farkas alfaj legelterjedtebbike, legalább hat különböző szinonimája ismert.

## Leírása
A szürke farkas legtermetesebb alfaja. A kanadai Brit Columbia tartományban végzett mérések alapján a hímek súlya átlagosan 51,7 kg, addig a nőstények súlya átlagban 42,5 kg. A Yellowstone Nemzeti Parkban történt mérések alapján a nőstények súlya átlagban 40 kg, a hímeké pedig 50 kg, míg télen a felnőtt állatok átlagos súlya 46,4 kg. Az újabb tanulmányok szerint, melyeket az Egyesült Államok északnyugati részén végeztek, az átlagos marmagasság mindkét nem esetében 68-91,5 cm között. Ugyanezen vizsgálat szerint a hímek súlya 45–72 kg, míg a nőstényeké 36–60 kg volt.
Ez egyben még az egyik leghosszabb alfaja is a szürke farkasnak, hossza elérheti a 213 cm-t is.
Összehasonlításképpen a legközelebbi méretű riválisa, az európai szürkefarkas (Canis lupus lupus) és a belső-alaszkai farkas (Canis lupus pambasileus) átlagos felnőtt súlya 39–40 kg. Sir John Richardson az északnyugati farkast az európai szürkefarkasnál robusztusabb felépítésűnek írta le, , nagyobb, kerekebb fejjel, vastagabb, tompa pofával, rövidebb füllel és dúsabb bundával.

## Visszatelepítése
A Yellowstone Nemzeti Parkban a mesterségesen áttelepített északnyugati farkasok főként vapitivel táplálkoznak. Általában falka csapatmunkával pánikot kelt a csordában, hogy elválasszák onnan a fiatalabb szarvast a felnőttektől. Télen a legyengült vagy beteg vapitik szintén fontos szerepet játszanak a Yellowstone-i farkas étrendjében, és a becslések szerint Yellowstone-ban a télen legyengült vagy beteg vapitik több mint 50%-át a farkasok vadásszák le. Ezek közül a tetemek mintegy 12% más ragadozók, köztük hollók, fehérfejű rétisasok, fekete medvék, grizzly medvék és prérifarkasok pusztították el. Az itteni farkasok bölényt is zsákmányolnak, különösen a beteg egyedeket vagy a borjakat veszik célba, mivel az egészséges felnőtt bölény patáival könnyen megölhet egy farkast.

## Fordítás
- Ez a szócikk részben vagy egészben  a   Northwestern wolf című angol Wikipédia-szócikk fordításán alapul.  Az eredeti cikk szerkesztőit annak laptörténete sorolja fel. Ez a jelzés csupán a megfogalmazás eredetét és a szerzői jogokat jelzi, nem szolgál a cikkben szereplő információk forrásmegjelöléseként.